# Gördeszkázás a 2024. évi nyári olimpiai játékokon
A 2024. évi nyári olimpiai játékokon a gördeszkázás a versenyszámokat július 27. és augusztus 7. között rendezték meg. Összesen 4 versenyszámban avattak olimpiai bajnokot.

## Éremtáblázat
(A táblázatokban a rendező nemzet sportolói eltérő háttérszínnel, az egyes számoszlopok legmagasabb értéke vagy értékei vastagítással kiemelve.)
| A 2024. évi nyári olimpiai játékok éremtáblázata gördeszkázásban | A 2024. évi nyári olimpiai játékok éremtáblázata gördeszkázásban | A 2024. évi nyári olimpiai játékok éremtáblázata gördeszkázásban | A 2024. évi nyári olimpiai játékok éremtáblázata gördeszkázásban | A 2024. évi nyári olimpiai játékok éremtáblázata gördeszkázásban | Olimpia  |
| ---------------------------------------------------------------- | ---------------------------------------------------------------- | ---------------------------------------------------------------- | ---------------------------------------------------------------- | ---------------------------------------------------------------- | -------- |
|                                                                  | Ország                                                           | Arany                                                            | Ezüst                                                            | Bronz                                                            | Összesen |
| 1.                                                               | Japán (JPN)                                                      | 2                                                                | 2                                                                | 0                                                                | 4        |
| 2.                                                               | Ausztrália (AUS)                                                 | 2                                                                | 0                                                                | 0                                                                | 2        |
|                                                                  |                                                                  |                                                                  |                                                                  |                                                                  |          |
| 3.                                                               | Egyesült Államok (USA)                                           | 0                                                                | 2                                                                | 1                                                                | 3        |
|                                                                  |                                                                  |                                                                  |                                                                  |                                                                  |          |
| 4.                                                               | Brazília (BRA)                                                   | 0                                                                | 0                                                                | 2                                                                | 2        |
| 5.                                                               | Nagy-Britannia (GBR)                                             | 0                                                                | 0                                                                | 1                                                                | 1        |
|                                                                  |                                                                  |                                                                  |                                                                  |                                                                  |          |
| Összesen                                                         | Összesen                                                         | 4                                                                | 4                                                                | 4                                                                | 12       |

## Érmesek
| A 2024. évi nyári olimpiai játékok érmesei gördeszkázásban |                                  |                                       |                                       |
| Versenyszám                                                | Arany                            | Ezüst                                 | Bronz                                 |
| Férfi egyéni park                                          | Keegan Palmer · Ausztrália (AUS) | Tom Schaar · Egyesült Államok (USA)   | Augusto Akio · Brazília (BRA)         |
| Férfi egyéni utcai                                         | Horigome Júto · Japán (JPN)      | Jagger Eaton · Egyesült Államok (USA) | Nyjah Huston · Egyesült Államok (USA) |
| Női egyéni park                                            | Arisa Trew · Ausztrália (AUS)    | Hiraki Kokona · Japán (JPN)           | Sky Brown · Nagy-Britannia (GBR)      |
| Női egyéni utcai                                           | Josizava Koko · Japán (JPN)      | Akama Liz · Japán (JPN)               | Rayssa Leal · Brazília (BRA)          |